# الإعاقة وصحة المرأة
للنساء ذوات الإعاقة نفس المسائل الصحية مثل أي نساء أخريات، مثل الفحص الروتيني للثدي وسرطان عنق الرحم. وكثيرًا ما لا تعطى النساء اللواتي يعانين من ضعف في الحركة اختبارات أساسية، مثل رصد الوزن، وذلك بسبب عدم وجود آليات حقيقية. وكثيرًا ما تكون النساء ذوات الإعاقة، ولا سيما الأفراد المنتميات إلى الأقليات أو اللواتي يعشن في المناطق الريفية؛ فلا يحصلن على خدمات الرعاية الصحية. وبالإضافة إلى ذلك، فإن النساء ذوات الإعاقة أكثر عرضة للعيش في فقر، مما يضعهن في خطر صحي أكبر. وبصفة عامة، ونظرًا لانعدام الترابط الاجتماعي الذي تعاني منه العديد من النساء المعاقات، فإنهن غالبًا ما ينقطعن عن مصادر الدعم التي يمكن أن تشمل مقدمي الرعاية الصحية. وفي البرازيل، تقل احتمالية حصول النساء ذوات الإعاقة على الرعاية الصحية النسائية لأسباب مختلفة، بما في ذلك المسألة الثقافية وتكاليف المعيشة.
وتحدد المادة 12 من اتفاقية الأمم المتحدة للقضاء على جميع أشكال التمييز ضد المرأة مثل حماية المرأة من التمييز بين الجنسين عند تلقيها الخدمات الصحية وحق المرأة في الحصول على أحكام محددة تتعلق بالرعاية الصحية المتصلة بنوع الجنس. وتنص المادة 25 من اتفاقية حقوق الأشخاص ذوي الإعاقة على أن: (للأشخاص ذوي الإعاقة الحق في التمتع بأعلى مستوى من الصحة يمكن بلوغه دون تمييز على أساس الإعاقة).
ونظرًا لأن الرجال كانوا يستخدمون تقليدًا لنمذجة واختبار العلاجات الصحية، فإن النهج المتبع في الخدمات الصحية، مثل العلاج الفيزيائي، لم تتماشى بشكل سليم مع احتياجات النساء المعاقات. ولم تتم دراسة قضايا صحة المرأة بعمق في الولايات المتحدة الأمريكية إلا بعد التسعينيات. وبالإضافة إلى ذلك، فإن البحث في المسائل الصحية للنساء ذوات الإعاقة لا يستهان به أيضًا. بدًء من عام 2000، تم تداول القضايا الصحية للأشخاص ذوي الإعاقة للدراسة في الولايات المتحدة الأمريكية. ونشرت أول دراسة طويلة الأجل شملت تجارب النساء المعاقات وخدمات أمراضهن في عام 2001.
وعندما تحتاج النساء المعاقات إلى الحصول على الخدمات الروتينية لأي شيء آخر بخلاف إعاقتهن الرئيسية، يمكن اعتبارهن (مرضيات شكليًا) من جانب مقدمي الرعاية الصحية. وأفادت النساء ذوات الإعاقة بأنهن ينظرن إليه من منظور إعاقتهن أولا، وكشخص ثان، من جانب مقدمي الرعاية الصحية. وأبلغت إحدى النساء المصابات بالشلل الدماغي أن طبيبها كان ينظر إليه بأن كل قلق يتعلق بالصحة هو سبب إصابتها، بما في ذلك التهاب الأسنان. وعلى العكس من ذلك، وجد تقرير عام 2003 أن مقدمي الرعاية الصحية بشكل عام لديهم مواقف إيجابية تجاه الأشخاص ذوي الإعاقات الجسدية في المملكة العربية السعودية، بغض النظر عن نوع الجنس، والتي أشارت إلى أن معظم العاملين في هذا المجال في جميع أنحاء العالم لديهم مواقف إيجابية.
تعاني بعض البلدان من فصل صارم بين الجنسين، مثل المملكة العربية السعودية، يجب على النساء استخدام عيادات للنساء فقط، والكثيرات منها لا تتوفر لهن إمكانية الحصول على إعاقات جسدية.

## صحة جنسية ووسائل منع الحمل
تستخدم النساء، بمن فيهن الشابات ذوات الإعاقة، موانع الحمل لأسباب مختلفة، والتي تشمل الوقاية من الحمل، قمع الحيض أو بسبب استخدام الأدوية المسببة للمسخ. النساء ذوات الإعاقة الذهنية أكثر عرضة لاستخدام موانع الحمل أو حتى طلب استئصال الرحم من أجل إدارة الحيض. وهناك أنواع مختلفة من وسائل منع الحمل متاحة للنساء ذوات الإعاقة، كما أن وصف نوع معين من وسائل منع الحمل يعتمد إلى حد كبير على نوع الإعاقة التي تعاني منها المرأة وأنواع الآثار الجانبية المرتبطة بها في طريقة منع الحمل.
تتأثر دورات الحيض في بعض الأحيان بأنواع مختلفة من الإعاقات. بالإضافة إلى ذلك، فإن النساء اللائي يصبحن معاقات في وقت لاحق من الحياة يعانين أحيانا من اضطرابات حيضية مؤقتة.
من غير المرجح أن يحيل أخصائيو الرعاية الصحية النساء ذوات الإعاقة إلى مختلف الفحوصات النسائية. وهذا هو حاجز المواقف الذي يمكن أن يترتب عن عدم إلمام مقدم الرعاية الصحية بالإعاقة أو لأنهم يفترضون أن للنساء ذوات الإعاقة طابع لاجنسي في الطبيعة. النساء ذوات الإعاقة أقل احتمالا من النساء غير المعاقات فيما يخص تلقي فحوصات عنق الرحم الموصى بها. النساء اللواتي تلقين إصابة في النخاع الشوكي فوق الفقرة ت6 يمكن أن يعانين من خلل المنعكسات المستقل أثناء فحص الحوض الذي يمكن أن يكون مهددا للحياة. تقل احتمالية إعطاء النساء ذوات الإعاقات الذهنية لمسحة عنق الرحم لأن العملية نفسها قد تكون مزعجة للمريض.
قد لا تتمكن النساء المصابات بإعاقات جسدية من الحصول على مسحة عنق الرحم إذا كان تعذر خفض طاولة الفحص. وهناك عدد من إجراءات الفحص البديلة التي يمكن استخدامها، بما في ذلك وضعية الركبة-الصدر، الوضعية التي على شكل ألماس، الوضعية التي على شكل M، والوضعية التي على شكل V. ويمكن لهذه الإجراءات البديلة أن تساعد على استيعاب النساء اللواتي يجدن صعوبة في وضع أقدامهن على سرير الطبيب أو اللواتي بحاجة إلى دعم أكبر للجسم. بالإضافة إلى ذلك، يمكن استخدام ركائز OB لراحة إضافية. وطاولة ويلنر، التي صممها طبيب أمراض النساء والتوليد الأمريكي بشراكة مع ناشطة حقوق المعاقين ساندرا ويلنر، وهي عبارة عن طاولة فحص مصممة مع مجموعة واسعة من التعديلات والمواقف لتسهيل إمكانية الوصول لكل من المرضى والأطباء ذوي الإعاقات الجسدية. جمعت ويلنر أيضًا كتيب «دليل ويلنر» لرعاية النساء ذوات الإعاقة. توفي ويلنر قبل الانتهاء من الكتاب، لكن فلورنس هاسيلتين قامت بإتمامه.
خلصت دراسة أجريت عام 1989 أن 19٪ فقط من النساء المصابات بإعاقات جسدية تلقين المشورة بشأن النشاط الجنسي في محيط طبي ونادرا ما تلقين معلومات عن موانع الحمل. غالبا ما تفتقر النساء ذوات الإعاقات الذهنية إلى كل من التثقيف حول الصحة الجنسية والقدرة على التعرف عليها بشكل غير رسمي. بالإضافة إلى ذلك، فإن مقدمي الرعاية الطبية نادرا ما يقومون بمناقشة وسائل منع الحمل معهم.
تواجه النساء في زيمبابوي، حيث يعامل الأشخاص ذوو الإعاقة في كثير من الأحيان كمواطنين من الدرجة الثانية، عقبات متزايدة في الحصول على خدمات الصحة الجنسية. عندما تم تنفيذ السياسة الوطنية للصحة الإنجابية في عام 2006، تم تجاهل النساء ذوات الإعاقة فعليًا. واجهت النساء المصابات بإعاقة في زيمبابوي مواقف سلبية بشأن صحتهن الإنجابية، ولا سيما من الممرضات اللواتي أعربن عن فكرة أن «الجنس ليسا مخصصا بالنسبة للمعاقين».
تم نصح بعض النساء ذوات الإعاقة بالتعقيم أو الإجهاض لأن الأطباء يشعرون أنهم غير مناسبين أو غير لائقين لأن يصبحن أمهات. في الولايات المتحدة، سمحت المحكمة العليا لعام 1927، في قضية باك ضد بيل، بالتعقيم القسري للنساء ذوات الإعاقة الذهنية. في سنغافورة، صدر قانون التعقيم التطوعي في عام 1970 والذي سمح لأي زوج أو والد أو الوصي على الأشخاص المصابين «بأي شكل وراثي من المرض المتكرر، أو المرض العقلي، أو العجز العقلي أو الصرع» للموافقة على التعقيم نيابة عنهم. في البرازيل، يرى العديد من مقدمي الرعاية الصحية والأفراد ذوي الإعاقة أن التعقيم هو الخيار الوحيد لمنع الحمل.

## رعاية الأمومة
وجدت دراسة أجريت عام 1996 بشأن النساء الحوامل ذوات الإعاقة، أن أكثر من 50 في المائة من المستشفيات في الولايات المتحدة الأمريكية لا يمكنها أن تستوعب النساء ذوات الإعاقات الجسدية. وأظهرت دراسة نشرت في مجلة البحوث التطبيقية في الإعاقة الفكرية، أن النساء الحوامل والأمهات في وجود بطاقات هويتهن يستفيدن من وجود مدرب أو رفيق لهن قبل وبعد ولادتهن. ورأى المشاركون في الدراسة الصغيرة أنهم اكتسبوا علاقة ثقة مع مدربينهن والتي ساعدتهن على البقاء هادئًا أثناء الولادة وبعدها. وتمكنت النساء من اتخاذ خيارات أفضل وأكثر استنارة بشأن رعايتهن الخاصة بسبب المعلومات والدعم الذي تلقيناه من رفقاء الولادة. وفي هولندا، يقدم الدعم للنساء اللواتي يحملن هويتهن لكي يصبحن أمهات ناجحات في حياتهن بعد ذلك.